# Melolontha aceris
Melolontha aceris är en skalbaggsart som beskrevs av Franz Faldermann 1835. Melolontha aceris ingår i släktet Melolontha och familjen Melolonthidae. Inga underarter finns listade i Catalogue of Life.